# Rafael Sabino dos Santos
Sabino, właśc. Rafael Sabino dos Santos (ur. 17 czerwca 1996 w São Paulo) – brazylijski piłkarz występujący na pozycji pomocnika w kazachskim klubie Kyzyłżar Petropawł.

## Kariera klubowa
Wychowanek klubu Grêmio Barueri, w barwach którego rozpoczął karierę piłkarską w 2014 roku. Od 2016 roku występował na poziomie regionalnym w klubach Catanduvense i Jaguariúna. 19 lipca 2018 podpisał kontrakt z FK Lwów, w barwach którego 22 lipca 2018 zadebiutował w Premier-lidze w wygranym 2:0 meczu z Arsenałem Kijów. Po inwazji Rosji na Ukrainę w 2022 przeniósł się do Kazachstanu, gdzie został piłkarzem Akżajyka Orał. W 2023 przeszedł do Kyzyłżaru Petropawł.

## Sukcesy

### Sukcesy klubowe
Akżajyk Orał
- finalista Pucharu Kazachstanu: 2022